# Anarawd ap Rhodri
Anarawd ap Rhodri, (né peut-être en 855 et mort en 916), fut un roi de Gwynedd pendant 38 ans de 878 à 916

## Origine
Anarawd était le fils de Rhodri le Grand, qui s'était rendu maître de presque tout le Pays de Galles. À la mort de ce dernier en 878, son royaume fut partagé entre ses fils et Anarawd qui était l'aîné des fils survivants hérita du trône de Gwynedd.

## Règne
Selon les chroniques, Anarawd et ses frères, Cadell et Merfyn auraient étroitement collaboré contre les dirigeants des autres royaumes du Pays de Galles. Le seigneur mercien Æthelred tenta d'envahir le Gwynedd en 881, mais Anarawd put le maîtriser, tout en écrasant une bonne partie de ses troupes à l'embouchure de la rivière Conwy. Cette victoire fut célébrée par les Annales Cambriae comme « la vengeance divine pour Rhodri » en référence à la mort de Rhodri le Grand, tué par les Merciens.
Anarawd s'allia avec le roi danois de York afin de se protéger d'éventuelles nouvelles attaques de la part des Merciens. Lorsque cette alliance s'avéra peu satisfaisante, il alla à la cour d'Alfred le Grand de Wessex pour parvenir avec lui à un accord. En échange de la protection de ce dernier, Anarawd reconnaissait sa suprématie. Ce fut la première fois qu'un roi de Gwynedd reconnaissait la suprématie d'un roi d'Angleterre
En 894, Anarawd parvint à repousser une incursion danoise sur le nord du pays de Galles, puis attaqua Ceredigion et Ystrad Tywi au sud. Les annales laissent entendre que ses troupes comportaient des effectifs anglais. En 902, il repoussa une attaque des Danois de Dublin sur l'Anglesey, commandée par Ingimund. Anarawd mourut en 916.
Marié à une épouse inconnue, il laissa deux fils, Idwal le Chauve, qui lui succéda et Elisedd (mort en 942), dont la fille Prawst est réputée être la mère de Llywelyn ap Seisyll.

## Sources
- (en) Peter Bartrum, A Welsh Classical Dictionary : People in History and Legend Up to about A.D. 1000, Aberystwyth, National Library of Wales, 1993, 649 p. (ISBN 978-0-907158-73-8), p. 16 ANARAWD ap RHODRI MAWR. (d.916).
- (en) Mike Ashley The Mammoth Book of British Kings & Queens Robinson (London 1998)  (ISBN 1841190969) « Anarawd ap Rhodri » p. 347-348.
- (en) David Walker Medieval Wales Cambridge University Press, Cambridge 1990 réédition 1999  (ISBN 0521311535) p. 235
- (en) Ann Williams, Alfred P. Smyth, D P Kirby A Bibliographical Dictionary of Dark Age Britain (England, Scotland and Wales c.500-c.1050).  Seaby London (1991)  (ISBN 1 852640472), « Anarawd ap Rhodri  » p. 46.
- (en) Kari Maund The Welsh Kings: Warriors, warlords and princes. The history Press, Stroud 2006  (ISBN 9780752429731) p. 43, 55-57, 60-61, 64, 71, 95.